# 蒙加亚尔洛拉盖
蒙加亚尔洛拉盖（法語：Montgaillard-Lauragais，法語發音：[mɔ̃gajaʁ loʁaɡɛ]）是法国上加龙省的一个市镇，属于图卢兹区。

## 地理
蒙加亚尔洛拉盖（43°25'53"N, 1°41'54"E）面积11.12 平方千米，位于法国奧克西塔尼大區上加龙省，该省份为法国西南部内陆省份，西南端与西班牙接壤，自此顺时针与上比利牛斯省、热尔省、塔恩-加龙省、塔恩省、奥德省和阿列日省接壤。
与蒙加亚尔洛拉盖接壤的市镇（或旧市镇、城区）包括：莫尔蒙、圣罗姆、格拉斯河畔特雷邦、瓦莱格、洛拉盖自由城、维勒努韦勒。

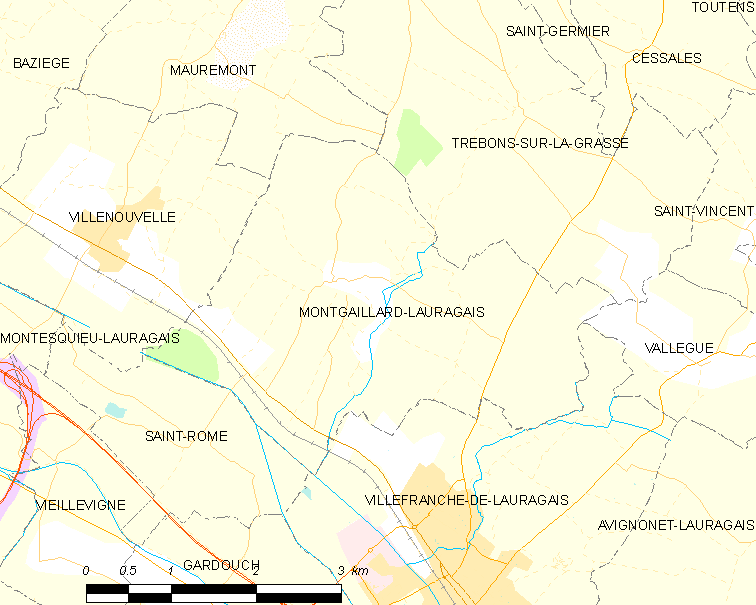
蒙加亚尔洛拉盖的OSM定位图

蒙加亚尔洛拉盖的时区为UTC+01:00、UTC+02:00（夏令时）。

## 行政
蒙加亚尔洛拉盖的邮政编码为31290，INSEE市镇编码为31377。

## 政治
蒙加亚尔洛拉盖所属的省级选区为勒韦勒县。

## 人口

1962-2008年间蒙加亚尔洛拉盖人口变化图示

蒙加亚尔洛拉盖于2022年1月1日时的人口数量为689人。